# Сорокопуд тибетський
Сорокопуд тибетський (Lanius tephronotus) — вид горобцеподібних птахів родини сорокопудових (Laniidae).

## Поширення
Вид поширений в Центральному та Південному Китаї, Тибеті і Кашмір. На зимівля відлітає південніше Гімалаїв та в Південно-Східну Азію. Середовище проживання цих птахів представлене гірськими луками з наявністю лісових або чагарникових острівців, а також по краях лісів або в міських парках і садах.

## Опис
Птах середнього розміру, завдовжки 21-23 см, вагою 39-54 г. Це птахи з міцною і масивною зовнішністю з досить великою і овальною головою, міцним і гачкуватим дзьобом, міцними і досить короткими ногами, короткими і округлими крилами і досить довгим тонким хвостом з квадратним кінцем. Верхня частина тіла сіра, нижня — біла, боки помаранчеві. Лицьова маска, махові крил та хвіст чорні. Очі темно-карі, ноги чорнуваті, дзьоб майже повністю чорнуватий, за винятком сірої проксимальної частини нижньої щелепи.

## Спосіб життя
Живуть поодинці або парами. Активно захищають свою територію від конкурентів. Живиться комахами іншими безхребетними та дрібними хребетними. Велику здобич нанизують на велику колючку куща або дерева, таким чином сорокуд може розірвати її на шматки міцним гачковим дзьобом, оскільки ноги птаха не пристосовані для утримування здобичі.
Сезон розмноження триває з квітня по серпень. Глибоке чашоподібне гніздо побудована з переплетених гілочок, облицюване зсередини рослинними волокнами та розташовується між гілками колючих кущів. У гнізді 3-5 яєць. Інкубація триває 15-18 днів. Насиджує кладку самиця, а самець в цей час охороняє її та підгодовує. Пташенята вилуплюються сліпі та без оперення, але можуть літати сже після трьох тижнів життя, стаючи незалежними від батьків приблизно через місяць після вилуплення.

## Підвиди
- Lanius tephronotus lahulensis Koelz, 1950;
- Lanius tephronotus tephronotus (Vigors, 1831).